# Taliana María Vargas Carrillo
Taliana María Vargas Carrillo (Santa Marta, Magdalena, 20 december 1987) is een Colombiaans model en actrice. In 2007 werd ze uitgeroepen tot Miss Colombia en in die hoedanigheid vertegenwoordigde ze haar land op de Miss Universe 2008-verkiezing. Daarin behaalde Vargas de tweede plaats, na buurland Venezuela. De Colombiaanse studeerde journalistiek aan het Northern Virginia Community College. Als actrice verscheen ze in onder meer Narcos.